# ذفرة خماسية العروق
ذفرة خماسية العروق (الاسم العلمي:Cleome quinquenervia) هي نوع من النباتات تتبع جنس الذفرة من الفصيلة الذفرية.